# 帕克洛恩 (加利福尼亞州)
帕克洛恩（英語：Parklawn）是位於美國加利福尼亞州斯坦尼斯洛斯縣的一個人口普查指定地區。

## 地理
帕克洛恩的座標為37°36′26″N 120°58′43″W / 37.60722°N 120.97861°W，而該地最高點為海拔高度28米（即92英尺）。

## 人口
根據2010年美國人口普查的數據，帕克洛恩的面積為0.430平方千米，均為陸地。當地共有人口1337人，而人口密度為每平方千米3,109人。